# Efecte triboelèctric

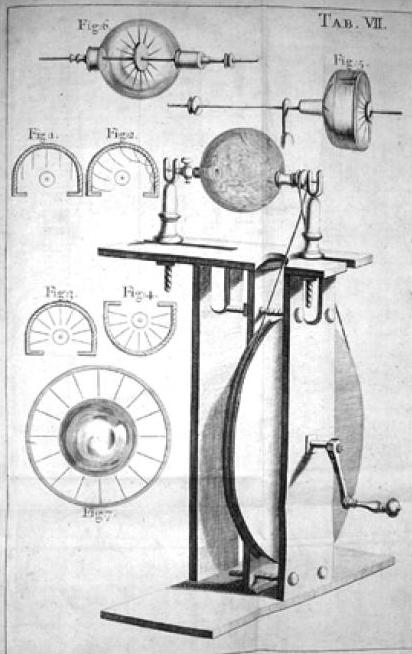
Generador electroestàtic triboelèctric de Francis Hauksbee

L'efecte triboelèctric és un tipus d'electrificació causat pel contacte amb un altre material (per exemple, el fregament directe). La polaritat i la força de les càrregues produïdes es diferencien segons els materials, l'aspror superficial, la temperatura, la tensió, i altres característiques. S'anomena triboelectricitat (del grec tribein, 'fregar' i ἤλεκτρον, electró, 'ambre') el fenomen d'electrificació per fregament. L'electroestàtica es pot produir per fregament o per influència.
L'ambre, per exemple, pot adquirir una càrrega elèctrica pel contacte i la separació (respectivament, fricció) amb un material com la llana. Aquesta característica, registrada primer per Tales de Milet, suggerí la paraula electricitat, de la paraula grega per a l'ambre, electró.

## Mecanisme
Els àtoms estan compostos per un nucli carregat positivament a causa dels protons, que es troba envoltat per electrons carregats negativament. Així, l'àtom és elèctricament neutre.
No obstant això, no tots els elements presenten la mateixa afinitat pels electrons, és a dir, la seva tendència a captar o cedir electrons. Això és a causa que els elements químics tendeixen a adquirir la configuració electrònica dels gasos nobles més propers, ja que són els elements electroquímicament més estables. Així, el fluor, l'element amb major electroafinitat, tendirà a captar un electró per així adquirir la configuració del neó, i de la mateixa forma el magnesi tendirà a cedir-los amb la mateixa finalitat.
Encara que una mica més complex, quan es freguen dos materials composts per elements diferents, la diferència en afinitat electrònica provoca que un dels materials adquireixi electrons de l'altre i, per tant, que un en quedi carregat positivament i un altre negativament. Perquè es produeixi aquesta transferència de càrregues no és necessari el fregament; mitjançant contacte també es produeix aquesta transferència, però en fregar es renoven contínuament els punts de contacte per on es transfereixen les càrregues i, per tant, té el mateix efecte que si augmentéssim la superfície real de contacte.
Una vegada que l'intercanvi de càrregues ha tingut lloc i els dos cossos s'han separat, si el material és conductor, les càrregues es repartiran uniformement per tot el seu volum, mentre que si el material és aïllant, la càrrega romandrà molt a prop de la superfície on ha tingut lloc la transferència de càrregues. En aquest últim cas, el valor de la càrrega dipositada pot oscil·lar entre 10 -11 i 10 -9  C per cada mil·límetre quadrat de superfície (aproximadament, un electró lliure per cada 1.000 àtoms).

## Sèrie triboelèctrica
La seqüència triboelèctrica és una llista de materials disposats en un ordre determinat.
Fregant dos materials de la seqüència, el que estigui en la posició més alta es carregarà positivament, mentre que el que se situï més a baix es carrega negativament. A més, com més separats estiguin els materials en la taula, més intensa és la seva electrització.
Els materials s'enumeren sovint en l'ordre de la polaritat de la separació de la càrrega quan es toquen amb un altre objecte. Un material cap al fons de la sèrie, quan està tocant un material proper al límit de la sèrie, aconseguirà una càrrega més negativa, i viceversa. Com més lluny estan els dos materials en la sèrie, major és la càrrega transferida.
Aquestes taules, encara que orientatives, no sempre són certes, ja que depenen de l'estat de les superfícies que es posen en contacte, de la humitat, del fregament, i d'altres factors.
Els materials a prop en la sèrie poden no intercanviar l'un amb l'altre cap càrrega, o poden intercanviar el contrari del que és indicat en la llista. Això depèn més de la presència del fregament, la presència de contaminants o d'òxids, o de característiques específiques del tipus de material. La càrrega també varia per als materials pròxims.

## Causa
Encara que la paraula ve del grec per al "fregament", els "tribos", els dos materials necessiten només entrar en contacte i després separar-se perquè els electrons siguin intercanviats. Després d'entrar en contacte, un vincle químic es forma entre algunes parts de les dues superfícies, anomenat adherència, i les càrregues es mouen a partir d'un material a l'altre per igualar el seu potencial electroquímic. Això crea el desequilibri net de la càrrega entre els objectes. Quan estan separades, alguns dels àtoms consolidats tenen una tendència a guardar electrons addicionals, i una mica una certa tendència a enviar-los lluny, encara que el desequilibri serà destruït parcialment per fer un túnel o la interrupció elèctrica (generalment, descàrrega de corona). A més, alguns materials poden intercanviar els ions de la mobilitat que diferencia, o intercanviar els fragments carregats de molècules més grans
L'efecte triboelèctric es relaciona només amb la fricció perquè tots dos impliquen l'adherència. No obstant això, l'efecte es realça enormement fregant els materials junts, ja que es toquen i se separen moltes vegades. Per a les superfícies amb diferència de geometria, el fregament pot també conduir a la calefacció de sortints, causant la separació piroelèctrica de la càrrega que poden afegir a l'existent electrificació del contacte, o que pot oposar la polaritat existent. Els nanoefectes superficials no s'han pogut entendre bé, i el microscopi atòmic de la força ha fet possible un progrés sobtat en aquest camp de la física.
Perquè la superfície del material és elèctricament carregada, negativament o positivament, qualsevol contacte amb un objecte conductor descarregat o amb un objecte que té càrrega substancialment diversa pot causar una descàrrega elèctrica de l'electricitat estàtica, una espurna. Una persona que camina simplement damunt d'una catifa pot acumular una càrrega de molts milers de volts, bastants per a causar una espurna a un centímetre de distància o més. Aquest tipus de descàrrega és generalment inofensiva perquè l'energia ((V2 * C)/2) (energia ((V  2  * C)/2)) de l'espurna és molt petita, uns 10 mJ amb el temps sec i fred, i molt menys que això en condicions humides. En vol, l'avió desenvolupa una càrrega estàtica de la fricció de l'aire a l'armadura d'avió. Els paràsits atmosfèrics es poden descarregar amb els descarregadors estàtics o els filtres estàtics.

## Riscos i contramesures
L'efecte és d'una importància industrial considerable en termes de seguretat i del dany del potencial als productes manufacturats. L'espurna produïda pot encendre els vapors inflamables, com ara, de la gasolina o l'èter. S'han de trobar mitjans per a descarregar els carros que poden portar aquests líquids en hospitals. Fins i tot, on només es produeix una càrrega petita, aquesta pot donar lloc que partícules de pols siguin atretes a la superfície fregada. En el cas de la fabricació del tèxtil, això pot conduir a una marca llardosa permanent on s'ha carregat el drap. Alguns dispositius electrònics, com passa amb els circuits integrats de tipus CMOS i els transistors de tipus MOSFET, es poden destruir accidentalment per descàrrega estàtica d'alt voltatge. Aquests components s'emmagatzemen generalment en una escuma conductora per a la seva protecció. Quan l'usuari es connecta a terra tocant la taula de treball, o utilitzant una polsera especial al canell (o turmell), es redueix el dany als dispositius electrònics que són sensibles a les descàrregues electroestàtiques.